# Microchilus maasii
Microchilus maasii är en orkidéart som beskrevs av Paul Ormerod. Microchilus maasii ingår i släktet Microchilus och familjen orkidéer. Inga underarter finns listade i Catalogue of Life.